# Балкань (комуна)
Балкань, Балкані (рум. Balcani) — комуна у повіті Бакеу в Румунії. До складу комуни входять такі села (дані про населення за 2002 рік):
- Балкань (1650 осіб)
- Лудаші (752 особи)
- Скіту-Фрумоаса (1998 осіб)
- Фрумоаса (3651 особа)

Комуна розташована на відстані 247 км на північ від Бухареста, 29 км на захід від Бакеу, 97 км на південний захід від Ясс, 131 км на північний схід від Брашова.

## Населення
За даними перепису населення 2002 року у комуні проживала 8051 особа.
Національний склад населення комуни:
| Національність | Кількість осіб | Відсоток |
| -------------- | -------------- | -------- |
| румуни         | 7754           | 96,3%    |
| чанго          | 183            | 2,3%     |
| угорці         | 67             | 0,8%     |
| цигани         | 45             | 0,6%     |

Рідною мовою назвали:
| Мова      | Кількість осіб | Відсоток |
| --------- | -------------- | -------- |
| румунську | 7980           | 99,1%    |
| угорську  | 37             | 0,5%     |

Склад населення комуни за віросповіданням:
| Релігія       | Кількість осіб | Відсоток |
| ------------- | -------------- | -------- |
| православні   | 5836           | 72,5%    |
| римо-католики | 2209           | 27,4%    |
| п'ятдесятники | 2              | < 0,1%   |
| не релігійні  | 1              | < 0,1%   |